# Distretto di Ayancık
Il distretto di Ayancık (in turco Ayancık ilçesi) è uno dei distretti della provincia di Sinope, in Turchia.
Il distretto si trova nel nord della provincia e confina con il distretto di Türkeli a ovest, i distretti di Hanönü (provincia di Kastamonu) e Boyabat a sud e il distretto di Erfelek a est. La strada statale D010 corre parallela alla costa del Mar Nero attraverso il distretto e la città distrettuale. Il terzo distretto più popoloso è costituito dalla città distrettuale di 71 villaggi (Köy) con una media di 148 abitanti. Il numero di abitanti varia da 477 (Aşağıköy) a 19 (Ömerdüz). 24 dei villaggi hanno più di 148 (= media) abitanti. La densità di popolazione è inferiore alla media provinciale (38,4 abitanti per km²).